# Zone de conservation du paysage de Søndre Jeløy
La zone de conservation du paysage de Søndre Jeløy  est une aire protégée norvégienne qui est située dans le municipalité de Moss, dans le comté d'Østfold.

## Description
L'aire protégée de 3,93 km2 est située dans la partie sud-ouest de l'île de Jeløya.
La région est un paysage de manoir avec de grandes maisons principales, des avenues, des jardins et des clôtures en pierre. Le substrat rocheux est d'origine volcanique, tandis que les dépôts de Lœss proviennent pour la plupart de la grande plaine du fjord d'Oslo. La région a un littoral long et presque sous-développé avec des falaises, des galets et des plages de sable.
Dans la région se trouve l'Alby gård avec la galerie d'art F15, une exposition permanente sur la région et diverses expositions variées.
Dans la zone se trouve la réserve naturelle de Grønliparken  avec une forêt de feuillus bien développée dans une ancienne forêt de parc, et la réserve naturelle de Reieråsen avec une forêt intacte. Plus loin vers le fjord, au sud-ouest, se trouve également la réserve naturelle de Rødsåsen, une zone forestière sur un substrat rocheux permien avec un emplacement exposé vers le fjord.

## Galerie

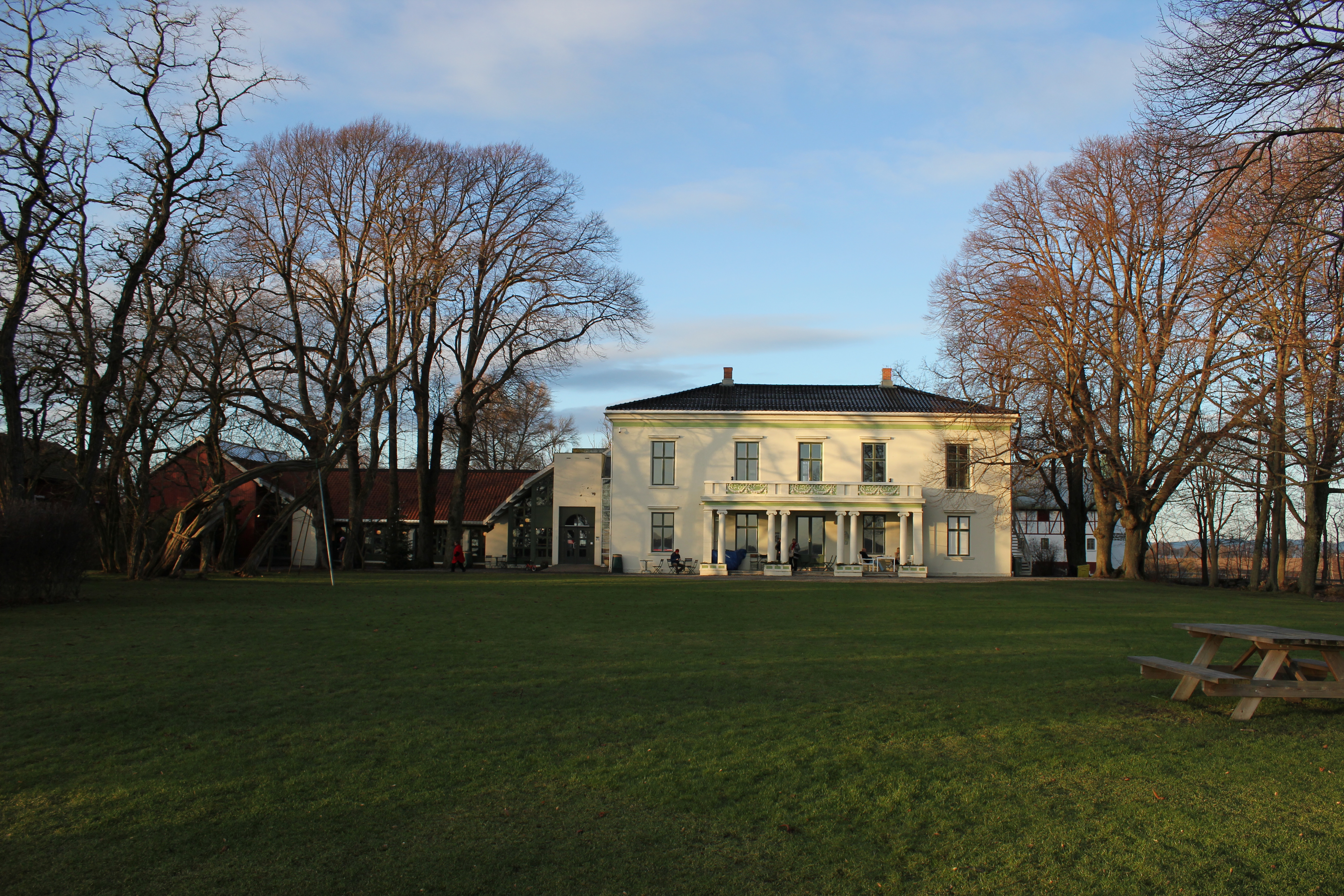
Ferme d'Alby
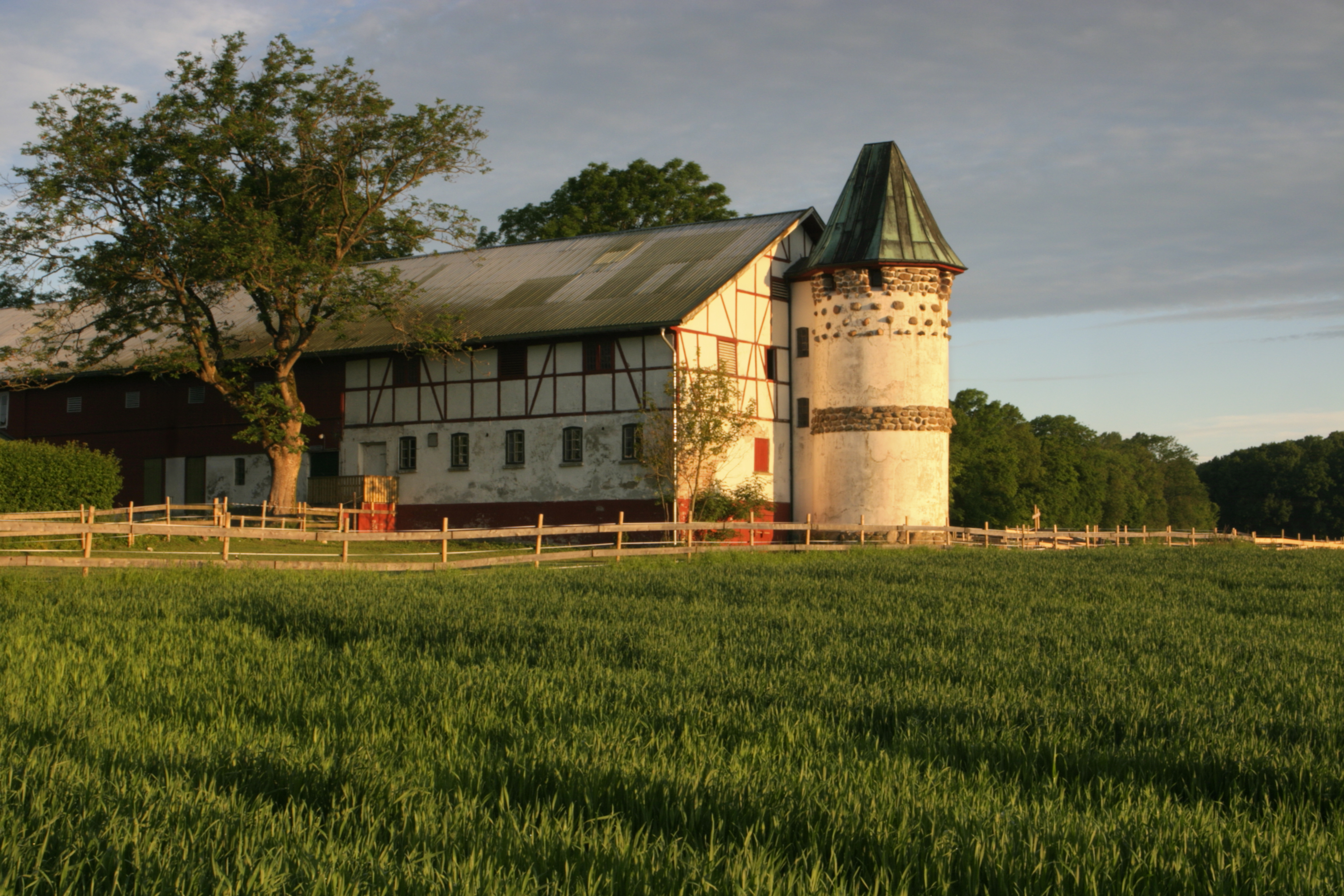
Ancien colombier d'Alby